# 개인정보
개인 정보(個人情報)는 개인에 관한 정보 가운데 직ㆍ간접적으로 각 개인을 식별할 수 있는 정보를 가리킨다. 그렇기 때문에 식별 가능성이 없는 정보는 개인 정보로 보지 않는다. "개인을 식별할 수 있는 기록된 정보 중 주로 체계적으로 관리되고 이용되는 정보"를 말한다는 견해도 있다.
정보보호법상 개인이라 함은 특정될 수 있는 자연인을 의미한다. 따라서 법인이나 단체에 대한 정보는 개인정보가 될 수 없으며, 해당정보의 주체가 특정이 가능하여야 한다. 즉, 어떤 정보가 집단에 속한 사람들에 관한 정보이기는 하나 특정한 개인에 대한 정보라고 할 수 없는 경우에는 개인정보가 아니다. 다만 단체에 속한 정보라고 하더라도 소규모 집단이고 특정기간에 개인이 처한 특수한 상황이 적시됨으로써 해당 개인이 추정가능한 경우에는 개인정보라고 할 것이다.

## 국제기구가 채택한 정의
OECD 이사회가 채택한 1980년「프라이버시보호 및 개인정보의 국가간 유통에 관한 가이드라인에 관한 이사회권고」(Guidelines on the protection of privacy and transborder flow of personal data, annex
to the recommendation of the council of 22rdSeptember 1980 OECD.Pt.2.cl.(1)(b))에서는 "식별된 또는 식별될 수 있는 개인에 관한 모든 정보"( any information relating to identified or identifiable individual)"라고 정의하고 있다. EU의 1995년 「개인정보처리에 있어서 개인정보의 보호 및 정보의 자유로운 이동에 관한 유럽의회 및 이사회의 지침」에서는 개인정보를 ‘식별된 또는 식별 가능한 자연인에 관한 정보, 즉 신체적ㆍ정신적ㆍ심리적ㆍ경제적ㆍ문화적ㆍ사회적 특성의 요소에 의해서 직ㆍ간접적으로 식별되는 자연인에 관한 정보’라고 정의하고 있다.

## 각국별 개인정보

### 대한민국
대한민국의 경우, 규정하고 있는 법률에 따라 그 정의가 약간 다르다.

#### 정보통신망 이용촉진 및 정보보호 등에 관한 법률
정통망법상 개인정보라 함은 생존하는 개인에 관한 정보로서 성명·주민등록번호 등에 의하여 당해 개인을 알아볼 수 있는 부호·문자·음성·음향 및 영상 등의 정보(당해 정보만으로는 특정 개인을 알아볼 수 없는 경우에도 다른 정보와 용이하게 결합하여 알아볼 수 있는 것을 포함한다)를 말한다. 이메일 주소는 당해 정보만으로는 특정 개인을 알아볼 수 없을지라도 다른 정보와 용이하게 결합할 경우 당해 개인을 알아볼 수 있는 정보라 할 것이므로 정보통신망 이용촉진 및 정보보호 등에 관한 법률 제2조 제1항 제6호에서 정한 ‘개인정보’에 해당한다.  예컨대 취미나 출신학교 등의 정보는 그 자체만으로는 개인을 식별할 수 없으나 성명과 결합하여서는 당해 개인을 알아볼 수 있는 개인정보에 해당한다. :4

#### 개인정보 보호법
개인정보란 살아 있는 개인에 관한 정보로서 성명, 주민등록번호 및 영상 등을 통하여 개인을 알아볼 수 있는 정보(해당 정보만으로는 특정 개인을 알아볼 수 없더라도 다른 정보와 쉽게 결합하여 알아볼 수 있는 것을 포함한다)를 말한다. 「개인정보 보호법」은 공공부문과 민간부문 모두에 적용되는 일반법이므로 기존에 공공분야에서 개인정보보호 일반법으로 역할을 해온 「공공기관의 개인정보보호에 관한 법률」은 그 역할을 다하여 폐지하였다.

#### 전자서명법
개인정보라 함은 생존하고 있는 개인에 관한 정보로서 성명·주민등록번호 등에 의하여 당해 개인을 알아볼 수 있는 부호·문자·음성·음향·영상 및 생체특성 등에 관한 정보(당해 정보만으로는 특정 개인을 알아볼 수 없는 경우에도 다른 정보와 용이하게 결합하여 알아볼 수 있는 것을 포함한다)를 말한다. (전자서명법 제2조 제13호)

### 일본
일본은 「개인정보의 보호에 관한 법률」 제2조 제1항에서 개인정보를 ‘생존하는 개인에 관한 정보로서 당해 정보에 포함된 성명, 생년월일 기타 기술 등에 의하여 특정한 개인을 식별할 수 있는 것(다른 정보와 용이하게 조합할 수 있고, 그에 의하여 특정 개인을 식별할 수 있게 되는 것을 포함한다)’이라고 규정하고 있다.

### 프랑스
프랑스 정보처리 축적 및 자유에 관한 법률 제2조: 개인정보는 직접 또는 간접적으로 식별확인번호나 그를 확인하게 해주는 하나 이상의 요소를 참고함으로써 식별되거나 식별가능한 개인에 관한 정보로 구성된다. 개인이 식별가능한지를 결정하기 위해서는 신원확인을 이용가능하거나 정보처리의 책임자가 접근가능하거나 혹은 어떤 다른 사람이 소유할 수 있는 모든 수단을 고려할 것이 권고된다.

### 독일
독일 연방 개인정보보호법 제3조 제1항: "개인정보"란 신원이 확인되었거나 확인가능한 자연인(정보주체)의 인적, 물적 환경에 관한 일체의 정보를 의미한다.

### 영국
영국의 개인정보보호법 제1조제1항: 개인정보는 다음 (a),(b)로부터 식별할 수 있는 생존하는 개인에 관한 데이터를 의미한다;
(a) 당해 정보
(b) 정보관리자가 보유하고 있거나 앞으로 보유할 가능성이 많은 기타 데이터나 정보 또는 해당 개인에 대한 의견의 표현이나 해당 개인에 대한 다른 사람들 또는 정보관리자의 의도를 드러내는 모든 표시를 포함한다.

### 미국
미국의 경우 1995년 클린턴 행정부가 창설한 정보인프라기획단(Information Infrastructure Task Force, IITF)이 제시한 “개인정보의 제공과 이용에 관한 원칙”에서 개인정보를 ‘개인을 식별할 수 있는 정보(information identifiable to the indivisual)’로 정의하고 있다. 그러나 연방법에서는 개인정보의 내용이 각기 법률제정목적에 따라 세부적으로 정하여져 있어 개인정보에 관한 총괄적 규정을 찾기 어렵다. 다만 1998년의 「아동 온라인 프라이버시보호법(Children’s Online Privacy Protection Act)」에서는 개인정보를 ‘개별적으로 식별가능한 개인에 관한 정보’로 정의하면서, 여기에서 성명, 주소, 이메일주소, 전화번호, 사회보장번호 등을 포함한다고 규정하고 있다.
또한, 미국의 캘리포니아 주법 제3조에서는 개인정보를 ‘개인의 이름, 주민등록번호, 신체외형기록, 주소, 전화번호, 교육정도, 의료기록 및 고용기록 등을 포함하나 이에 한정되지 아니하며 개인을 식별하거나 묘사하는 것으로서 기관에 의하여 보관되는 정보’라고 정의하고 있다.

### 오스트레일리아
오스트레일리아 연방 프라이버시법 제6조 제1항: “개인정보”란 진실하거나 아니거나, 물리적인 형태에 기록되어 있거나 아니건 간에 그의 신원이 명백하거나 합리적으로 판명될 수 있는 개인에 관한 정보 또는 의견을(데이터베이스의 부분을 형성하는 정보 또는 의견을 포함) 의미한다.

## 개인정보의 침해
개인정보는 정보주체의 프라이버시 보호 요구와 사업자의 마케팅 등의 수집 및 활용 사이에 이해상충 및 갈등관계에 있으며 이에 따라 개인정보 침해의 위험성이 증가되고 있다. 또한 대량의 개인정보가 중앙집중 방식으로 수집·관리되어 데이터베이스화 되면 사업자의 고의 또는 과실에 의해 언제라도 개인정보가 침해·누설될 수밖에 없는 위험성에 놓이게 된다. 개인정보의 침해는 이러한 상황에서‘정보주체의 동의없이 개인정보가 수집·이용·제3자에게 제공되는 일체의 피해’를 포괄하여 일컫는 것으로 해석할 수 있을 것이다. :4

## 구별되는 개념
- 통신사실확인자료: 가입자의 전기통신일시나 인터넷의 로그기록자료 등(통신비밀보호법 제2조 제11호)
- 개인신용정보

## 같이 보기
- 프라이버시
- 지문 / 홍채 / 혈액형 / 음성 / 필체(서명)
- 주민등록번호